# Misumenoides nigripes
Misumenoides nigripes là một loài nhện trong họ Thomisidae.
Loài này thuộc chi Misumenoides. Misumenoides nigripes được Cândido Firmino de Mello-Leitão miêu tả năm 1929.